# Tianzhou 1
Das Frachtraumschiff Tianzhou 1 (chinesisch 天舟一号, Pinyin Tiānzhōu Yīhào) startete am 20. April 2017 mit einer Trägerrakete vom Typ Langer Marsch 7. Diese Mission war der erste Flug eines chinesischen Versorgungsraumschiffs vom Typ Tianzhou. Nachdem der Frachter an dem zu diesem Zeitpunkt unbesetzten Raumlabor Tiangong 2 angedockt hatte, wurden fünf Monate lang Betankungstests, Flugmanöver und wissenschaftliche Experimente durchgeführt, bis er am 22. September 2017 über dem Pazifik kontrolliert zum Absturz gebracht wurde.

## Missionsverlauf

### Start und Anflug
Tianzhou 1 wurde am 20. April 2017 um 11:41 Uhr UTC von der Startrampe 201 des Kosmodroms Wenchang auf der Insel Hainan mit einer Trägerrakete vom Typ Langer Marsch 7 gestartet. Mit einer Startmasse von 12,91 t war Tianzhou-1 die schwerste Ladung, die bis dahin von einer chinesischen Trägerrakete ins All gebracht wurde.
Die Rakete setzte das Frachtraumschiff etwa 10 Minuten nach dem Start in einem vorläufigen Orbit aus. Von dort steuerte der Frachter mit seinen eigenen Triebwerken das Raumlabor Tiangong 2 an, das in einer Höhe von etwa 385 km um die Erde kreiste. Zwei Tage später, am 22. April 2017 um 04:16 Uhr UTC koppelte der Frachter mit einem autonomen, computergesteuerten Manöver an dem zu diesem Zeitpunkt nicht mehr besetzten Raumlabor an; die Besatzung von Shenzhou 11 hatte das Raumlabor bereits am 17. November 2016 verlassen. Um 04:23 Uhr war das Koppelmanöver mit der Verriegelung der beiden Raumflugkörper abgeschlossen.

### Betankungstests
Der Frachter war zum Zwecke der Massesimulation mit einer Testladung beladen worden, die den Versorgungsgütern entsprach, die drei Personen bei einem einmonatigen Aufenthalt im Raumlabor benötigen würden: Nahrungsmittel, Wasser sowie Gasflaschen mit Sauerstoff und Stickstoff (die Zusammensetzung der Atemluft in den chinesischen Raumfahrzeugen entspricht etwa der irdischen Atmosphäre). Die Hauptaufgabe bei der Mission war jedoch das Erproben der Betankung im Orbit – die Tianzhou-Frachter können bis zu 2 t Flüssigtreibstoff und Oxidator mitführen. Rund um den Ring des Koppelmechanismus an Frachter und Raumlabor befanden sich vier mit einer Toleranz von weniger als 1 mm übereinander zu liegen kommende Öffnungen, zwei für Treibstoff, zwei für Oxidator.
Dann wurde im Raumlabor das für die Treibmittelförderung der druckgasgeförderten Triebwerke verwendete Helium mit einem Kompressor zurück in seine Gasflaschen gepumpt und so in den Tanks ein Unterdruck von gut 0,5 MPa erzeugt. Die leeren Tanks des Raumlabors saugten Treibstoff und Oxidator aus den entsprechenden Tanks im Frachter.
Falls es dabei zu einem Treibstoffleck gekommen wäre, hätte der Frachter dieses sofort lokalisieren, den Treibstofftransfer durch diese Leitung stoppen und über die restlichen Leitungen den Tankvorgang fortsetzen können.
Der erste Betankungstest begann kurz nach dem Andocken und dauerte fünf Tage. Am 27. April 2017 um 11:07 Uhr UTC war der Test erfolgreich abgeschlossen, womit die Volksrepublik China nach der Sowjetunion und den USA das dritte Land war, das dazu in der Lage war, einen Raumflugkörper im Orbit zu betanken. Am 13. Juni 2017 begann ein weiterer Betankungstest, der nach zwei Tagen am 15. Juni 2017 um 10:28 Uhr UTC abgeschlossen war.
Ein dritter Betankungstest begann am 13. September 2017, einen Tag nachdem der Frachter nach dreimonatigem Einzelflug (siehe unten) wieder am Raumlabor angedockt hatte. Die von den Tianzhou-Raumschiffen transportierten Treibmittel sind auf acht Tanks von jeweils 400 Liter Fassungsvermögen verteilt, vier davon für den Treibstoff, vier für den Oxidator.
Bei diesem Test kam nur ein Satz Tanks zur Verwendung, es wurden insgesamt 250 kg Treibmittel in das Raumlabor geleitet. Die Austrittsventile für Treibmittel am Frachter, das was an einer Tankstelle für Autos der Zapfpistole entspricht, können für den Fall, dass beide Raumflugkörper in der Längsachse verdreht zusammengekoppelt sind, etwas zur Seite verschoben werden.
Hier wurde nun das korrekte Positionieren der Austrittsventile, die Überprüfung der Verbindung auf Lecks, das Betanken und das erneute Verschieben der Austrittsventile geübt. Dies dauerte drei Tage; am 16. September 2017 um 12:17 Uhr UTC war der Test erfolgreich abgeschlossen.

### Flugmanöver
Nach 60 Tagen gemeinsamen Flugs funkte das Raumfahrtkontrollzentrum Peking am 19. Juni 2017 um 01:37 Uhr UTC den Befehl zum Abkoppeln von Tiangong 2. Der Haltemechanismus löste sich und die beiden Raumflugkörper trennten sich voneinander. Nach einer vorprogrammierten Sequenz zog sich der Raumfrachter in mehreren Schritten zurück, bis er schließlich eine Position von 5000 m hinter dem Raumlabor erreicht hatte, wo er 90 Minuten blieb. Nachdem das Kontrollzentrum verifiziert hatte, dass beide Raumflugkörper bei dem Manöver keinen Schaden genommen hatten, erteilte man Tianzhou 1 den Befehl, das Raumlabor zu umkreisen. Der Frachter flog zu einer Position 5000 m vor dem Raumlabor und drehte sich während dieser Zeit 180° um die Gierachse, sodass er nun rückwärts flog. Tiangong 2 rotierte ebenfalls 180° um die Gierachse und flog nun vorwärts. Anschließend begann der Frachter Bremsmanöver, um das Raumlabor schrittweise bis auf 30 m an sich herankommen zu lassen, was aber aus bahnmechanisch-physikalischen Gründen zum Absinken seiner Orbitalhöhe führte, das heißt der Frachter musste gleichzeitig in Richtung Zenit gegensteuern. Schließlich wurde das eigentliche Koppelmanöver eingeleitet, das um 06:55 Uhr UTC, gut fünf Stunden nach Beginn des Tests, abgeschlossen war.
Die bei diesem Test durchgeführten Manöver und die hierbei erprobte Technik zum Andocken aus verschiedenen Richtungen bildeten eine wichtige Vorstufe für den Aufbau der modularen Raumstation 2021/2022.
Am 21. Juni 2017 um 01:16 Uhr UTC koppelte der Frachter erneut von Tiangong 2 ab und zog sich auf eine Warteposition 120 m dem Raumlabor vorauseilend zurück. Nach Überprüfung aller Systeme erteilte das Raumfahrtkontrollzentrum Peking dem Frachter um 01:47 Uhr UTC den Befehl, sich vom Raumlabor zu entfernen. Tianzhou 1 nahm eine fast kreisrunde Bahn von 390 km Höhe ein. In den folgenden drei Monaten flogen die beiden Raumflugkörper getrennt.

### Silu 1
Außen auf dem Frachter, am Übergang vom Servicemodul zum Frachtmodul, war eine „Abschussvorrichtung“ für den Erdbeobachtungssatelliten Silu 1 (丝路一号, also „Seidenstraße 1“) montiert.
Der 4,5 kg schwere Cubesat im 3U-Format (10 × 10 × 30 cm) war unter Federführung des Instituts für Bildübertragung und -verarbeitung (图像传输与处理研究所) an der Fakultät für Nachrichtentechnik der Universität für Elektrotechnik und Elektronik Xi’an und des Forschungsinstituts 513 (Raumfahrtelektronik) der Chinesischen Akademie für Weltraumtechnologie in Yantai entwickelt und gebaut worden.
Außerdem waren an dem Projekt noch das Nationale Schwerpunktlabor für Geoinformationssysteme (地理信息工程国家重点实验室), eine Einrichtung des Xi’aner Forschungsinstituts für Kartografie (西安测绘研究所) des damaligen Ministeriums für Bodenressourcen, die Xi’aner Raumfahrtgestützte Kartografiedatentechnologie GmbH (西安航天天绘数据技术有限公司), eine Ausgründung des Forschungsinstituts 503 (Satellitenanwendungen) der Chinesischen Akademie für Weltraumtechnologie sowie das Xi’aner Institut für Optik und Feinmechanik der Chinesischen Akademie der Wissenschaften (中国科学院西安光学精密机械研究所) beteiligt.
Silu 1 war mit einer knapp 1 kg schweren Kamera für sichtbares Licht sowie einem weltraumtauglichen Mikroprozessor für Bildkompression ausgestattet, dem ersten seiner Art in China.
Am 1. August 2017 um 07:03 Uhr UTC wurde der Cubesat entriegelt und mit Federkraft ausgesetzt. Dies war das erste Mal in China, dass für ein derartiges Manöver keine Pyrobolzen zum Einsatz kamen.
Eigentlich sollte Silu 1 nur der erste Satellit einer „Seidenstraßen-Konstellation“ (丝路微小卫星群对地观测系统) mit mehr als 30 Mikrosatelliten werden, die für zivile und militärische Erdbeobachtung im Rahmen der Neuen Seidenstraße gedacht war.
Dieses von den Xi’aner Einrichtungen initiierte Projekt wurde jedoch am Ende nicht realisiert.

### Wissenschaftlich-technische Experimente
Im Frachtraum von Tianzhou 1 befanden sich mehrere, über Telemetrie und Kameras von der Erde aus überwachte und gesteuerte Nutzlasten:
- Erprobung von Schlüsseltechnologien für Experimente zur Nicht-Newton’schen Gravitation. Hierbei handelte es sich um Tests für spätere weltraumgestützte Gravitationsmessung und Gravitationswellen-Forschung wie das Taiji-Programm und das Tianqin-Projekt.
- Erprobung von Technologien zur aktiven Vibrationsdämpfung. Hierbei wurde ein elektrostatischer Beschleunigungssensor für das ab 2021 im Kernmodul Tianhe der Chinesischen Raumstation eingesetzte Gerät für Mikrogravitationsexperimente getestet.[25]
- Erprobung von Schlüsseltechnologien für ein experimentelles Zweiphasensystem. Ein derartiges System sollte später zur Handhabung von Flüssigkeiten auf Raumflugkörpern eingesetzt werden. Wang Yaping und Ye Guangfu demonstrierten das Prinzip während der Mission Shenzhou 13 im Rahmen einer am 23. März 2022 auf der Raumstation abgehaltenen Physikstunde für Schüler.[26]
- Forschungen zum Einfluss der Schwerelosigkeit auf Zellwachstum und Zellteilung. In einem Bioreaktor wurden Herz- und Leberzellen sowie aus Mäuseembryonen gewonnene Stammzellen gezüchtet und ihr Wachstum mit demjenigen identischer Zellen in Parallelexperimenten auf der Erde verglichen.[27] Langfristig erhofft man sich, im Weltraum Ersatzorgane für Menschen auf der Erde oder bei Tiefraummissionen züchten zu können.[28] Diese Stammzellenforschung wurde bei der Mission Shenzhou 13 fortgesetzt.[29] Außerdem wurde in dieser Versuchsanordnung die Wirkung von 3-Hydroxybuttersäure auf Osteoblasten getestet, Zellen, die für die Bildung von Knochengewebe verantwortlich sind. In der Schwerelosigkeit verlieren Raumfahrer pro Monat etwa 0,5 – 2 % ihrer Knochensubstanz, vor allem in den Beinknochen und den Rückenwirbeln. Sie erkranken an Osteoporose und benötigen auf der Erde doppelt so viel Zeit, wie sie im All verbrachten, um ihre Knochensubstanz zu regenerieren. Mit 3-Hydroxybuttersäure möchte man diesen Effekt mildern, was bei Erfolg auch der zunehmend alternden Bevölkerung in China zugutekäme.[30]

### Schneller Anflug
Am 12. September 2017 wurde ein schneller Anflug erprobt, wie er ab 2021 bei der modularen Raumstation regulär durchgeführt wurde.
Zuerst wurde Tianzhou 1 mit vier Bahnkorrekturmanövern in die korrekte Ausgangsposition gebracht, dann versetzte das Raumfahrtkontrollzentrum Peking den Frachter um 09:24 Uhr UTC in den automatischen Schnellkoppelmodus. Ab einer Entfernung von 52 km näherte sich Tianzhou 1 dem Raumlabor mithilfe eines Dezimeterwellen-Radars, ab 5 km dann mit einem optischen System. Während der Frachter in der ersten Phase des Anflugs für die Navigation allein verantwortlich war, interagierte er nun mit Geräten im Raumlabor. In einem Abstand von 400 m, 120 m und 30 m hielt Tianzhou 1 jeweils kurz inne und überprüfte seine Position relativ zum Zielobjekt. Um 15:58 Uhr UTC, etwa sechseinhalb Stunden nach dem Beginn des Manövers, koppelte Tianzhou 1 mit einer Restgeschwindigkeit von 0,2 m/s am Raumlabor an.

### Deorbit
Am 17. September 2017 um 07:29 Uhr UTC koppelte der Frachter von Tiangong 2 ab und begab sich zu einer Warteposition 120 m hinter dem Raumlabor. Nach Überprüfung aller Systeme erteilte das Raumfahrtkontrollzentrum Peking dem Frachter um 08:15 Uhr UTC den Befehl, sich vom Raumlabor zu entfernen. Tianzhou 1 nahm eine fast kreisrunde Bahn von 400 km Höhe ein.
Am 22. September 2017 wurde Tianzhou 1 mit zwei Bremsmanövern gezielt zum Absturz gebracht; um etwa 10 Uhr UTC trat er über dem Pazifik in die Atmosphäre ein.